# جينيفر أيلمر
جينيفر أيلمر (بالإنجليزية: Jennifer Aylmer)‏ هي مغنية ومغنية أوبرا أمريكية، ولدت في 1972.